# 守屋玲子
守屋 玲子（もりや れいこ、（生年非公開）2月10日 - ）は、埼玉県出身のフリーランスのキャスター・リポーター。元エフエム群馬アナウンサー。

## 経歴
市立高崎経済大学を卒業後、エフエム群馬に入社。約4年、局のアナウンサーを務めた後、フリーアナウンサーとなる。タレントユニオン所属から現在は、TCP所属へと移籍している。

## 出演

### レギュラー（現在出演中）
- 「MCTVオンライン」 キャスター・ナビゲーター（三菱商事社内テレビ）
- 「八王子商工会議所アワー」キャスター（JCNテレメディア）
- 「デイリーニューステレメディア」金曜キャスター（JCNテレメディア）
- 「しぇいく・はんど」ナレーター（JCN大田）
- 「武蔵野市議会議案速報」キャスター（JCN武蔵野三鷹）

### 過去の出演歴
- 「デイリー武蔵野三鷹」キャスター（JCN武蔵野三鷹）
- 「市川市広報番組マイタウン市川」リポーター（JCN市川）
- 「藤沢市広報番組パステルタイム」リポーター（ジェイコム湘南）
- 「旅番組 行っCHAO」ナレーター（台東ケーブルテレビ）
- 「BACHプラザ」キャスター（テレビ埼玉）
- 「BACHプラザサタデー」アシスタント（テレ玉）
- 「東京ドーム CM」ナレーション（日本テレビ）
- 「美女か野獣」ドラマ内ニュース（フジテレビ）
- 「明治の文豪夏目漱石」ナレーション（TOKYO MX）
- 「新宿広報番組」ナレーション（TOKYO MX）
- 「楽天テレビショッピング」MC（CS）
- 「サタデーキックオフ」（TOKYO FM）
- 「さいたま市市議会議員選挙速報」キャスター（ジェイコムさいたま）
- 「TEPCOニュースクリップ」 キャスター・リポーター（東京電力社内テレビ）- 東京電力福島第一原子力発電所事故の影響により打ち切り

ほか